# Bassin Gange-Brahmapoutre-Meghna
 (décembre 2023).
Si vous disposez d'ouvrages ou d'articles de référence ou si vous connaissez des sites web de qualité traitant du thème abordé ici, merci de compléter l'article en donnant les références utiles à sa vérifiabilité et en les liant à la section « Notes et références ».
Le bassin Gange-Brahmapoutre-Meghna rassemble le bassin du Gange, le bassin du Brahmapoutre et celui du Meghna. Il draine 1 086 000 kilomètres carrés (selon la FAO, 1,7 million de kilomètres carrés) au Tibet, au Népal, en Inde et au Bangladesh. Le bassin est bordé à l'ouest par le bassin de l'Indus. L'entièreté du bassin se déverse dans les plaines du Bangladesh, dans le Meghna et le delta du Gange et finalement le golfe du Bengale.
Le Bassin Gange-Brahmapoutre-Meghna jouxte le Bassin de l'Indus à l'ouest, le Bassin du Tarim au nord, les bassins de l'Irrawaddy, et du Salouen à l'est, et au-delà de la Plaine indo-gangétique, les bassins du Narmada et du Mahânadi au sud.

Les grands fleuves prenant leur source sur le Plateau tibétain

## Systèmes fluviaux
Les fleuves du Bangladesh marquent à la fois la physiographie de la nation et la vie du peuple. Au nombre d'environ 700, ces cours d'eau coulent généralement vers le sud. Les grands fleuves sont la principale source d'eau pour la culture et les principales artères du transport commercial. Les rivières fournissent également du poisson, une source importante de protéines. Les inondations des rivières pendant la saison de la mousson provoquent d'énormes difficultés et entravent le développement, mais des dépôts frais de limon riche reconstituent le sol fertile, mais surchargé. Les rivières drainent également les pluies de mousson excédentaires dans le golfe du Bengale. Ainsi, le grand système fluvial est à la fois la principale ressource du pays et son plus grand danger.
La profusion de rivières peut être divisée en cinq grands réseaux.
Le Jamuna-Brahmapoutre est de 292 km de long et s'étend du nord du Bangladesh jusqu'à sa confluence avec le Padma. Originaire de la rivière Yarlung Tsangpo dans la région autonome chinoise de Xizang (Tibet) et traversant l'État indien de l'Arunachal Pradesh, où il est connu sous le nom de Brahmapoutre ("Fils de Brahma"), il reçoit les eaux de cinq grands affluents qui totalisent environ 292 km de longueur. Au point où le Brahmapoutre rencontre la rivière Tista au Bangladesh, il est connu sous le nom de Jamuna. Le Jamuna est connu pour ses sous-canaux changeants et pour la formation d'îles de limon fertiles (chars). Aucun établissement permanent ne peut exister le long de ses rives.
Le deuxième système est le Padma-Ganges, qui est divisé en deux sections: un segment de 258 km, le Gange, qui s'étend de la frontière occidentale avec l'Inde à sa confluence avec la Jamuna sur 72 km ouest de Dhaka, et à 126 km, le Padma, qui va du confluent Ganges-Jamuna à l'endroit où il rejoint la rivière Meghna à Chandpur. Le Padma-Ganges est la partie centrale d'un système fluvial deltaïque avec des centaines de rivières et de ruisseaux - quelque 258 km de longueur - s'écoulant généralement à l'est ou à l'ouest dans la Padma.
Le troisième réseau est le Système Surma-Meghna, qui coule de la frontière nord-est avec l'Inde à Chandpur, où il rejoint le Padma. Le Surma-Meghna, totalise 669 km à lui seul, le plus long fleuve du Bangladesh, est formé par l'union de six petits fleuves. Sous la ville de Kalipur, elle est connue sous le nom de Meghna. Lorsque le Padma et le Meghna se rejoignent, ils forment le quatrième système fluvial - le Padma-Meghna - qui coule sur 126 km dans la baie du Bengale.

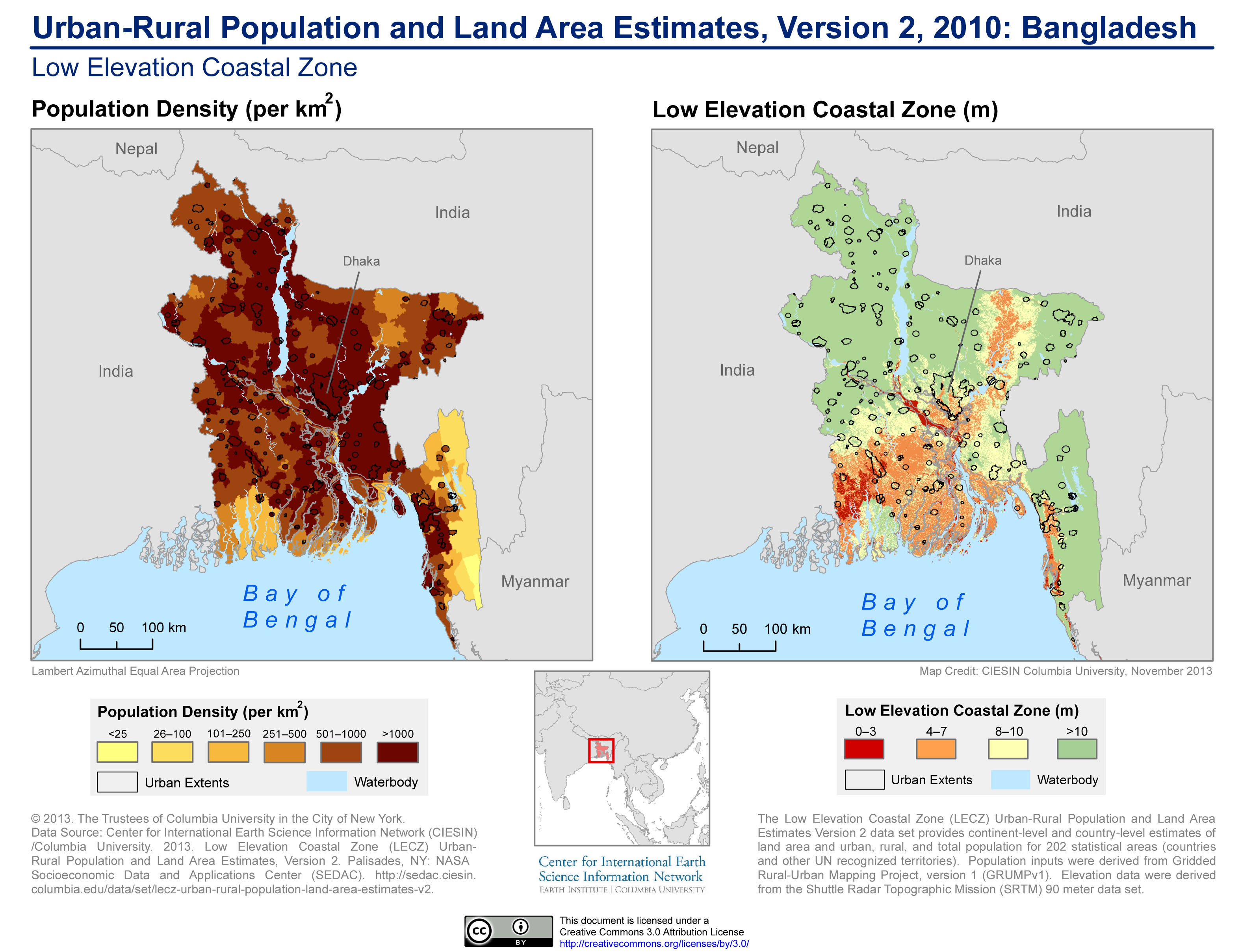
Densité de la population et hauteur au-dessus du niveau de la mer au Bangladesh (2010). Le Bangladesh est particulièrement vulnérable à l' élévation du niveau de la mer.

Ce puissant réseau de quatre systèmes fluviaux traversant la plaine du Bangladesh draine une superficie d'environ 1,5 million de km2. Les nombreux canaux de la Padma-Meghna, ses distributaires et les petites rivières parallèles qui se jettent dans la baie du Bengale sont appelées en anglais Mouths of the Ganges. Comme le Jamuna, le Padma-Meghna et d'autres estuaires de la baie du Bengale sont également connus pour leurs nombreuses îles.
Un cinquième réseau fluvial, non connecté aux quatre autres, et ne faisant pas partie du bassin Gange-Brahmapoutre-Meghna, est le Karnaphuli. Traversant la région de Chittagong et les collines de Chittagong, il traverse les collines et descend rapidement vers l'ouest et le sud-ouest, puis vers la mer. Les Feni, Karnaphuli, Sangu et Matamuhari - un agrégat d'environ 126 km - sont les principaux fleuves de la région. Le port de Chittagong est situé sur les rives du Karnaphuli. Le réservoir de Karnaphuli et le barrage de Karnaphuli sont situés dans cette zone. Le barrage retient les eaux de la rivière Karnaphuli dans le réservoir pour la production d'énergie hydroélectrique.

## Delta du Bengale

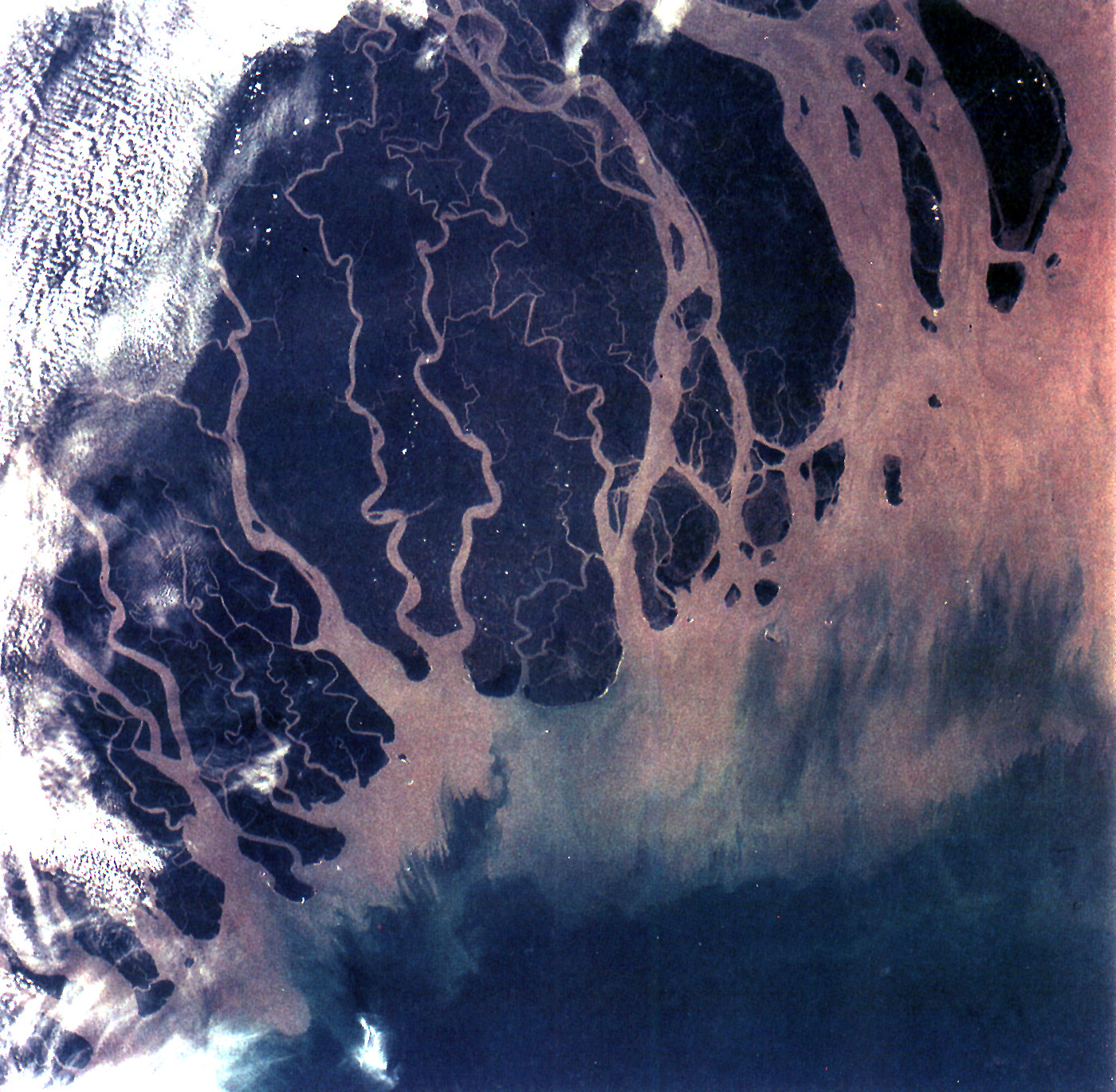
Delta du Gange, Bangladesh et Inde

Les fleuves Gange-Brahmapoutre contribuent pour près de 1 000 millions de tonnes/an de sédiments. Les sédiments apportés par ces deux rivières forment le delta du Bengale et l'éventail abyssal, une vaste structure qui s'étend du Bangladesh au sud de l'équateur jusqu'à 16,5 km d'épaisseur, et contient au moins 1 130 mille milliards de tonnes de sédiments accumulés durant les 17 derniers millions d'années à un rythme moyen de 665 millions de tonnes/an. La baie du Bengale était autrefois plus profonde que la fosse des Mariannes, le point océanique actuel le plus profond.
Pendant la période annuelle de la mousson, les rivières du Bangladesh s'écoulent à hauteur d'environ 140 000 m3/s, mais pendant la période sèche, à hauteur de 7 000 m3/s . Parce que l'eau est si vitale pour l'agriculture, plus de 60% des terres arables nettes, environ 91 000 km2 sont cultivées pendant la saison des pluies malgré la possibilité de graves inondations, et près de 40 % des terres sont cultivées pendant les mois secs d'hiver. La mise en valeur des ressources en eau a répondu à ce « double régime hydrique » en fournissant une protection contre les inondations, un drainage pour éviter les inondations excessives et la saturation de l'eau, et des installations d'irrigation pour l'expansion des cultures d'hiver. De grands projets de contrôle de l'eau ont été développés par le gouvernement national pour fournir l'irrigation, le contrôle des crues, des installations de drainage, des aides à la navigation fluviale et à la construction de routes, et l'énergie hydroélectrique. De plus, des milliers de puits tubulaires et de pompes électriques sont utilisés pour l'irrigation locale. Malgré de graves contraintes de ressources, le gouvernement du Bangladesh s'est donné pour politique d'essayer d'amener des zones supplémentaires sous irrigation sans intrusion de salinité.
Au Bangladesh, la gestion des ressources en eau, y compris l'irrigation par gravité, le contrôle des crues et le drainage, relevait en grande partie de la responsabilité du Bangladesh Water Development Board. D'autres institutions du secteur public, telles que la Bangladesh Krishi Bank, le Bangladesh Rural Development Board, la Bangladesh Bank et la Bangladesh Agricultural Development Corporation, étaient également responsables de la promotion et du développement de petits travaux d'irrigation dans le secteur privé par le biais de mécanismes de crédit gouvernementaux.